# Attaque de la base militaire de Yavoriv
Invasion de l'Ukraine par la Russie de 2022
Batailles
Offensive de Kiev (Jytomyr, Kiev) : 
- 1re Hostomel
- Tchernobyl
- Ivankiv
- Kiev
- 2e Hostomel
- Vassylkiv
- Boutcha
- Irpin
  - Bombardement de réfugiés
- Jytomyr
- Mochtchoun
- Makariv
- Brovary

Offensive du Nord (Tchernihiv, Soumy) :
- Hloukhiv
- Slavoutytch
- Bombardements
- Soumy
- Trostianets
- Tchernihiv
- Okhtyrka
- Lebedyn
- Konotop
- Romny
- Desna
- Escarmouches frontalières

Russie  (Briansk, Belgorod) :
- Incursions en Russie occidentale
  - Oblast de Briansk
  - Oblasts de Belgorod et de Koursk
    - Incursions de 2024

  - Bombardement de Belgorod
- Oblast de Koursk (août 2024)

Campagne de l'Est (Donetsk, Louhansk, Kharkiv)
Kharkiv :
- 1re Kharkiv
  - Tchouhouïv
  - Bombardements : en février
  - en mars
  - en avril
  - du bâtiment administratif
- Izioum
- 2e Kharkiv
  - Balaklia
  - 1re Koupiansk
  - Chevtchenkove
- 3e Kharkiv

Nord du Donbass:
- Starobilsk
- Sloviansk
  - Dovhenke
  - 1re Lyman
  - Sviatohirsk
  - Bohorodychne et Krasnopillia
  - Bombardements : Bilohorivka
  - Kramatorsk
- Sievierodonetsk
  - Kreminna
  - Donets
  - Roubijné
  - Popasna
  - Tochkivka
  - Massacre
- Lyssytchansk
- 2e Kharkiv
  - Balaklia
  - 1re Koupiansk
  - Chevtchenkove
  - 2e Lyman
- Oblast de Louhansk
  - Ligne Svatove-Kreminna
  - Serebryansky
  - 2e Koupiansk

 Centre du Donbass:
- Horlivka
- Popasna
- Svitlodarsk
- Bakhmout
  - Soledar
- Siversk
- Tchassiv Iar
- Toretsk

Sud du Donbass :
- Volnovakha
- Marioupol
  - Bombardements : de l'hôpital
  - du théâtre
  - de l'école d'art
- Pisky
- Vouhledar
  - Pavlivka
- Marïnka
- Contre-offensive de 2023
- Avdiïvka
- Novomykhaïlivka
- Pokrovsk
  - Krasnohorivka
  - Toretsk
- Bombardements :
- Makiïvka
- Donetsk

Campagne du Sud (Mykolaïv, Kherson, Zaporijjia)
- 1re Kherson
- Odessa
- Melitopol
- Mykolaïv
  - Bombardements : à fragmentation
  - du bâtiment administratif
- 1re Berdiansk
- Zaporijjia
- Tchornobaïvka
- Enerhodar
- Voznessensk
- Houliaïpole
- Davydiv Brid
- 2e Berdiansk
- Nova Kakhovka
- 2e Kherson
  - Doudtchany
- Dniepr
- Tchoulakivka
- Contre-offensive de 2023
  - Robotyne

Frappes aériennes dans l'Ouest et le Centre de l'Ukraine
- Lviv (02/2022)
- Vinnytsia (03/2022)
- Yavoriv (03/2022)
- Deliatyne (03/2022)
- Dnipro

Guerre navale
- Île des Serpents (02/2022)
- Moskva (04/2022)

Attaques en Crimée
- Novofedorivka (08/2022)
- Djankoï (08/2022)
- Pont de Crimée (10/2022)
- Base navale de Sébastopol (10/2022)
- Pont de Crimée (07/2023)
- Base navale de Sébastopol (09/2023)

Débordement
- Aéroport de Millerovo
- Sabotages en Russie
- Attaques en Transnistrie
- Sabotage des gazoducs Nord Stream
- Terrain d'entraînement militaire de Soloti
- Explosions en Pologne
- Bases aériennes de Dyagilevo et Engels-2
- Base aérienne de Minsk-Matchoulichtchi
- Crise russo-moldave de 2023
  - Accusations de tentative de coup d'État en Moldavie
- Incident de drone de 2023 en mer Noire
- Rébellion du groupe Wagner

Massacres
- Tchernihiv
- Boutcha
- Borodianka
- Olenivka
- Izioum

L'attaque de la base militaire de Yavoriv est un bombardement militaire ayant eu lieu le 13 mars 2022 au début de l'invasion russe de l'Ukraine. Le bombardement se déroule près de la ville de Yavoriv, sur la base militaire du même nom.

## Attaque
Au début de l'invasion russe de l'Ukraine, l'installation militaire de Yavoriv est touchée par une frappe de missiles russes à 5 h 45 du matin, le 13 mars. Selon des responsables ukrainiens, 30 missiles sont tirés sur la base, tuant 35 personnes et en blessant 134 autres. Les responsables ukrainiens signalent également que jusqu'à 1 000 combattants étrangers se sont entraînés dans cette base pour rejoindre la Légion étrangère ukrainienne. Le ministère russe de la Défense annonce un bilan de « 180 mercenaires étrangers morts et une importante cargaison d'armes étrangères » et déclare que la Russie poursuivra ses attaques contre les combattants étrangers en Ukraine ; le ministère ukrainien de la Défense déclare n'avoir confirmé aucun étranger parmi les morts. Le 14 mars, le journal britannique The Mirror écrit qu'au moins trois ex-membres des forces spéciales britanniques pourraient avoir été tués dans les frappes, le nombre total de volontaires morts dépassant potentiellement une centaine,.

## Attaque contre l'OTAN
Le ministre ukrainien de la Défense Oleksiy Reznikov décrit la frappe comme une « attaque terroriste contre la paix et la sécurité près de la frontière UE–OTAN ». Un responsable de l'OTAN déclare qu'il n'y avait pas de personnel de l'OTAN sur la base, car tout le personnel avait quitté le pays avant l'invasion.
Cette base sert néanmoins, après l'annexion de la Crimée par la Russie en 2014, de terrain d'entraînement aux forces ukrainiennes sous l'encadrement d'instructeurs étrangers, notamment américains et canadiens, et constitue également un des principaux centres servant aux exercices militaires conjoints entre les forces ukrainiennes et celles de l'OTAN,,. Elle accueille de plus une partie de l'aide militaire livrée à l'Ukraine par les pays occidentaux.